# Trilogy (álbum de Yngwie J. Malmsteen)
Trilogy es el tercer álbum publicado por el virtuoso guitarrista sueco, Yngwie J. Malmsteen, lanzado en el año 1986 por el sello Polydor.

## Lista de temas
1. "You Don't Remember, I'll Never Forget" – 4:29
2. "Liar" – 4:07
3. "Queen In Love" – 4:02
4. "Crying" – 5:01
5. "Fury" – 3:54
6. "Fire" – 4:09
7. "Magic Mirror" – 3:51
8. "Dark Ages" – 3:54
9. "Trilogy Suite Op:5" – 7:13

## Intérpretes
- Yngwie J. Malmsteen - Todas las guitarras eléctricas, acústicas, pedal Taurus
- Marcel Jacob - Bajos
- Mark Boals - Voz
- Jens Johansson - Teclados
- Anders Johansson - Batería
- Arreglos del 2.º. Movimiento de la Trilogía, segunda parte por Jens Johansson.

- Datos: Q1753107